# 泽水苋
泽水苋（学名：Ammannia myriophylloides）为千屈菜科水苋菜属下的一个种。